# Gentil et Bourdet
Pour les articles homonymes, voir Gentil et Bourdet.
Gentil et Bourdet (habituellement écrit Gentil & Bourdet) est une usine de grès flammés fondée en 1900-1905 par deux architectes céramistes, Alphonse Gentil (Alger, 1872 - Paris 16°, 1933)  et François Eugène Bourdet (Nancy, 1874 - Fontainebleau, 1952).

## Biographies
Anciens élèves de l’architecte Victor Laloux, aux Beaux-Arts de Paris, ils s'associent et fondent la société « Gentil, Bourdet et Cie, grès, céramique pour la construction, l'ameublement » à Billancourt. 
Ils participent au mouvement « Art nouveau » à Nancy avec de nombreuses réalisations en grès flammé (escalier de la villa Luc).
Dans leur production d'avant 1914, on note un certain nombre de réalisations de revêtements en grès ou de mosaïques pour des villas, immeubles et stations de métros parisiennes (ligne 12 et 13 de la Compagnie Nord-Sud), ainsi que pour des stations thermales (Contrexéville, Vittel).
Après la Première Guerre mondiale, ils continuent leur production de mosaïques et de grès en s’adaptant au goût nouveau « Art déco » (cinéma Louxor à Paris, hôtel Frugès à Bordeaux).
Ils participent avec succès à l'Exposition internationale des arts décoratifs et industriels modernes de 1925, où ils exposent aux côtés des marbriers (galerie des Invalides, hôtel d’un collectionneur, pavillon de la ville de Paris).
Ils diversifient alors leur production en ajoutant à leur production traditionnelle de mosaïques (thermes de Plombières, palais de la Porte-Dorée), des réalisations de revêtement céramique adaptées au purisme moderne (Studio Building d'Henri Sauvage à Paris, immeuble Hennequet rue Franklin à Paris).
Durant de nombreuses années ils travaillèrent ainsi en étroite collaboration avec les plus grands architectes de leur époque : Jacques Hermant, Joseph Hornecker, William Bouwens van der Boijen, Joachim Richard, Charles Mewès, Henri Sauvage, Henri Deneux, Charles Plumet, André Arfvidson, Albert Laprade, Tony Garnier, Léon Jaussely, etc.
De nombreuses réalisations sont inscrites au registre des monuments historiques (MH). 
Gentil & Bourdet ont eu également une production d'objets décoratifs en grès : vases, presse-papiers, encriers, cendriers, pots à tabac, petits sujets.

## Principales réalisations
- Maison Victor Luc (1901-1903), 25 rue de Malzéville Nancy (Hermant). Inscrit aux MH[3].
- Immeuble (1903-1904), 40 cours Léopold à Nancy (Cesar). Inscrit aux MH.
- Maison Geschwindenhamer (1905), 6 ter quai de la bataille à Nancy (Gutton-Hornecker). Inscrit aux MH.
- Maison pour le peintre Lucien Simon, 40 rue Boileau (Paris).
- Société générale (1905-1912), 29, boulevard Haussmann Paris (Hermant). Inscrit aux MH.
- Immeuble Duthoo (1907-1910), 42 à 50 bis, rue Jules-Charpentier à Tours.
- Stations thermales Contrexéville (1909), (Mewès).
- Station de métro (lignes 12 et 13) (1910-1916), Paris (Bechman).
- Opéra Nancy (1912-1914) (Hornecker).
- Grand Nancy Thermal, coupole de la source thermale (1912-1913).
- Immeuble Deneux (1913), 185, rue Belliard Paris (Deneux) Photos.
- Pavillon du Verdurier(1919), rue Rafilhoux à Limoges (Gonthier). Inscrit aux MH.
- Hôtel Frugès (1920), 63 place des Martyrs-de-la-Résistance à Bordeaux (Ferret). Inscrit aux MH[4].
- Pâtisserie-confiserie Rozier (1920), 223 boulevard Georges-Clemenceau à La Bourboule (Puy-de-Dôme). Inscrit aux MH[5].
- Le Louxor (1921) à Paris (Ripey). Inscrit aux MH.
- Façades de la pharmacie Léon Gros, place Delille à Clermont-Ferrand (1921-1922)[6].
- Stations de métro (ligne 3 bis) (1921-1922) à Paris (Plumet).
- Établissement de bains (1924) à Deauville (Adda).
- Maison cantonale de La Bastide (1924-1925) à Bordeaux (Alfred-Duprat). Inscrit aux MH[7].
- Extérieurs et bains-douches de la piscine Saint-Georges (1925) à Rennes (Ille-et-Vilaine).
- Thermes (1926) à Cambo-les-Bains (Émile Molinié, Charles Nicod et Sajous).
- Succursale parisienne de la maison Boutet (1926), actuel Hôtel Paris Bastille Boutet, 22-24 rue Faidherbe à Paris.
- Grands bureaux du siège de la société des Hauts-Fourneaux et Fonderies de Pont-à-Mousson (1926-1928), 91 avenue de la Libération à Nancy (Bourgon ; vitraux Art déco dus à Jacques Gruber, ferronneries et serrureries par Jean Prouvé, mosaïques par Gentil & Bourdet - MH).
- Immeuble Studio building (1926-1928), 65, rue Jean-de-La-Fontaine (Paris) à Paris (Sauvage)[8]. Inscrit aux MH.
- Monument de la place de la Croix-de-Bourgogne de Nancy, d'après une composition de Victor Prouvé (1927-1928).
- Restaurant L'Huîtrière à Lille (1928-1940).
- Gare transatlantique de Cherbourg  Inscrite MH (1989, 2000) (1928-1933) : dallages en mosaïque.
- Ancien centre de tri Saint-Jean (1929) à Bordeaux.
- Façade du café Le Terminus à Argenteuil (Val-d'Oise), situé à l'angle de l'avenue du Maréchal-Foch et du boulevard Karl-Marx. Immeuble construit vers 1930, par l'architecte André Cordonnier (1885-1954). Signatures en bas de la porte d'entrée.
- Agrandissement du lycée Gay-Lussac de Limoges (1930).
- Palais de la Porte-Dorée[1] (1931) à Paris (architecte Albert Laprade).
- Piscine (1931) (La Piscine, musée d'Art et d'Industrie (Roubaix)) (Baert).
- Immeuble dit de La Dépêche du Midi (1932) à Toulouse. Inscrit aux MH[9].
- Façade de l'École supérieure de physique et de chimie industrielles de la ville de Paris (1932).
- Hôtel de ville de Boulogne-Billancourt (1933) (Garnier).
- Thermes nationaux (1933) d'Aix-les-Bains (Pétriaux).
- Établissement thermal (1933) à Plombières (Danis). Inscrit aux MH.
- Chapelle des larmes (1935) à Mont Sainte-Odile (Danis).
- Hôpital franco-musulman (1935) (porche d'entrée) (Bobigny). Inscrit aux MH ; a pris le nom d’hôpital Avicenne en 1978.
- Céramiques du monument d'Anna Guët-Valentin et de Georges Guët, 19e division, cimetière du Père-Lachaise, Paris, inscrit au MH en 1995[10],[11].
- Devanture de la boucherie Miquel (date inconnue), au 58 rue de Verdun, découverte en 2014 à Carcassonne[12].
- Enseigne sur la façade de l'ancienne imprimerie Coulouma, rue de Diane à Argenteuil.
- Atelier de deux étages dû à Henri Preslier en 1909 au 6-8, avenue Erlanger, Paris 16e (impasse); Métopes et allèges en grès flammés.
- Pavillon Saint-Mart, Royat[13]
- Buvette Eugénie, Royat[13]

## Galerie

Œuvres de Gentil & Bourdet
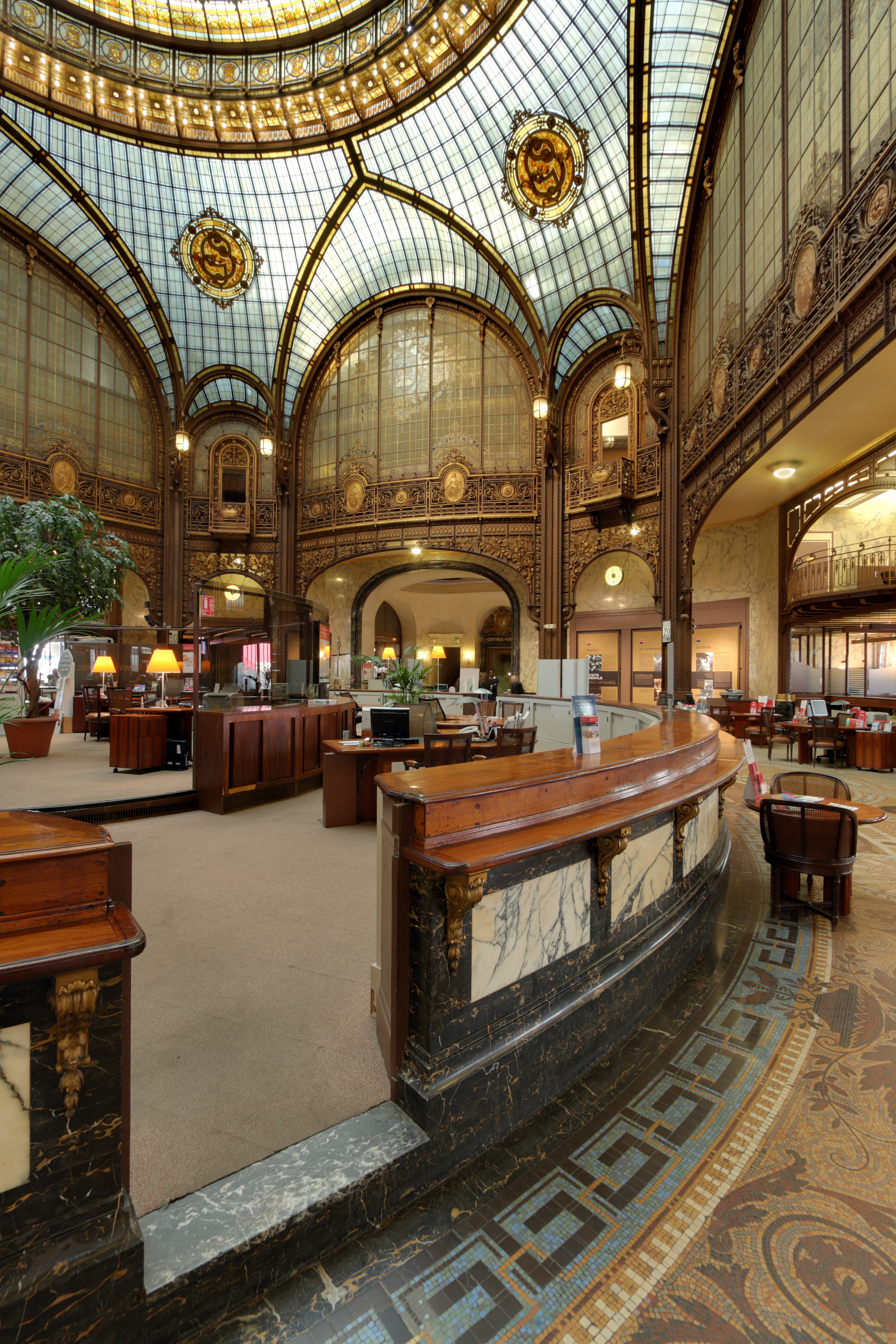
Siège parisien de la Société générale (1905-1912).
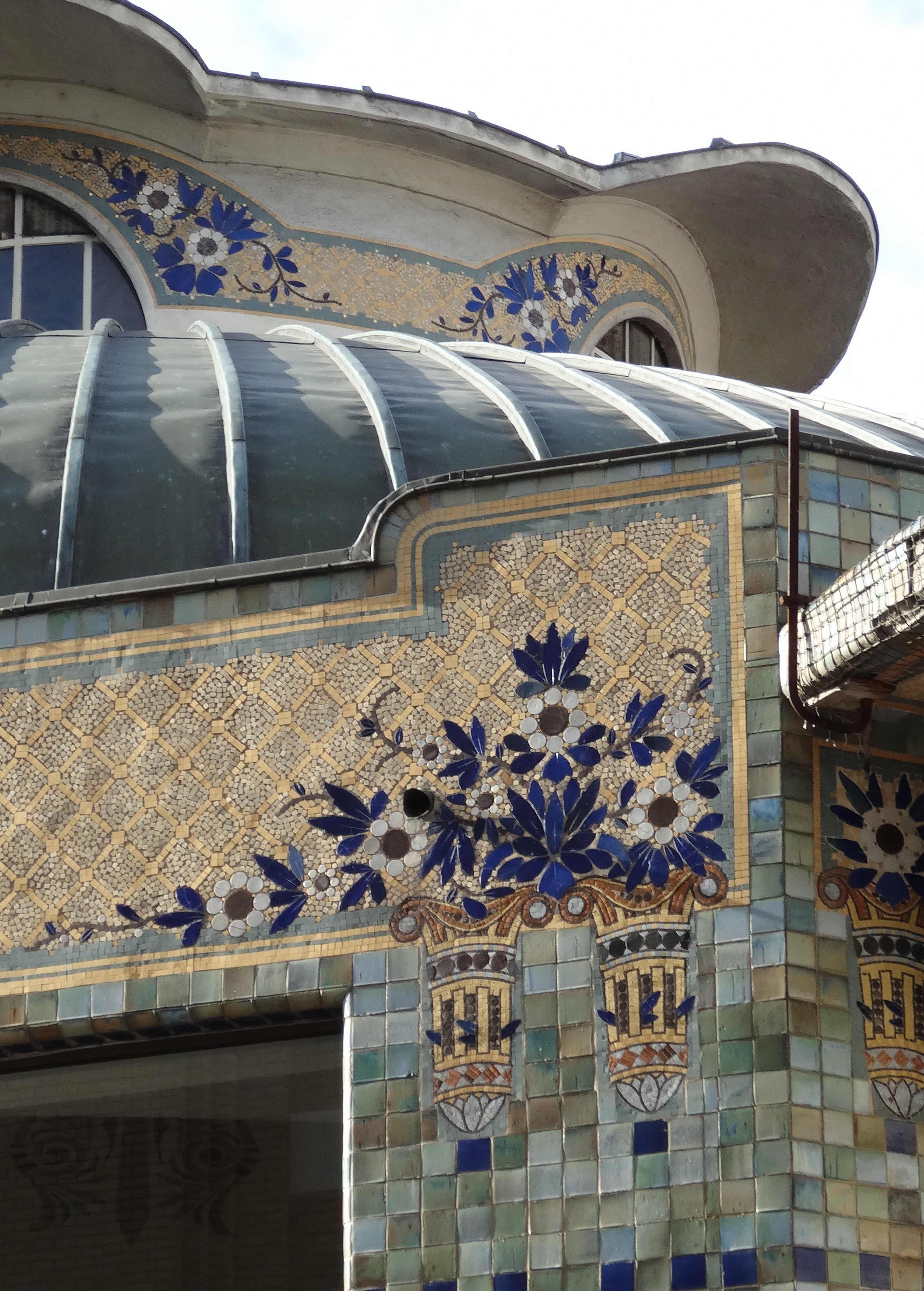
Pavillon du Verdurier à Limoges (1919).
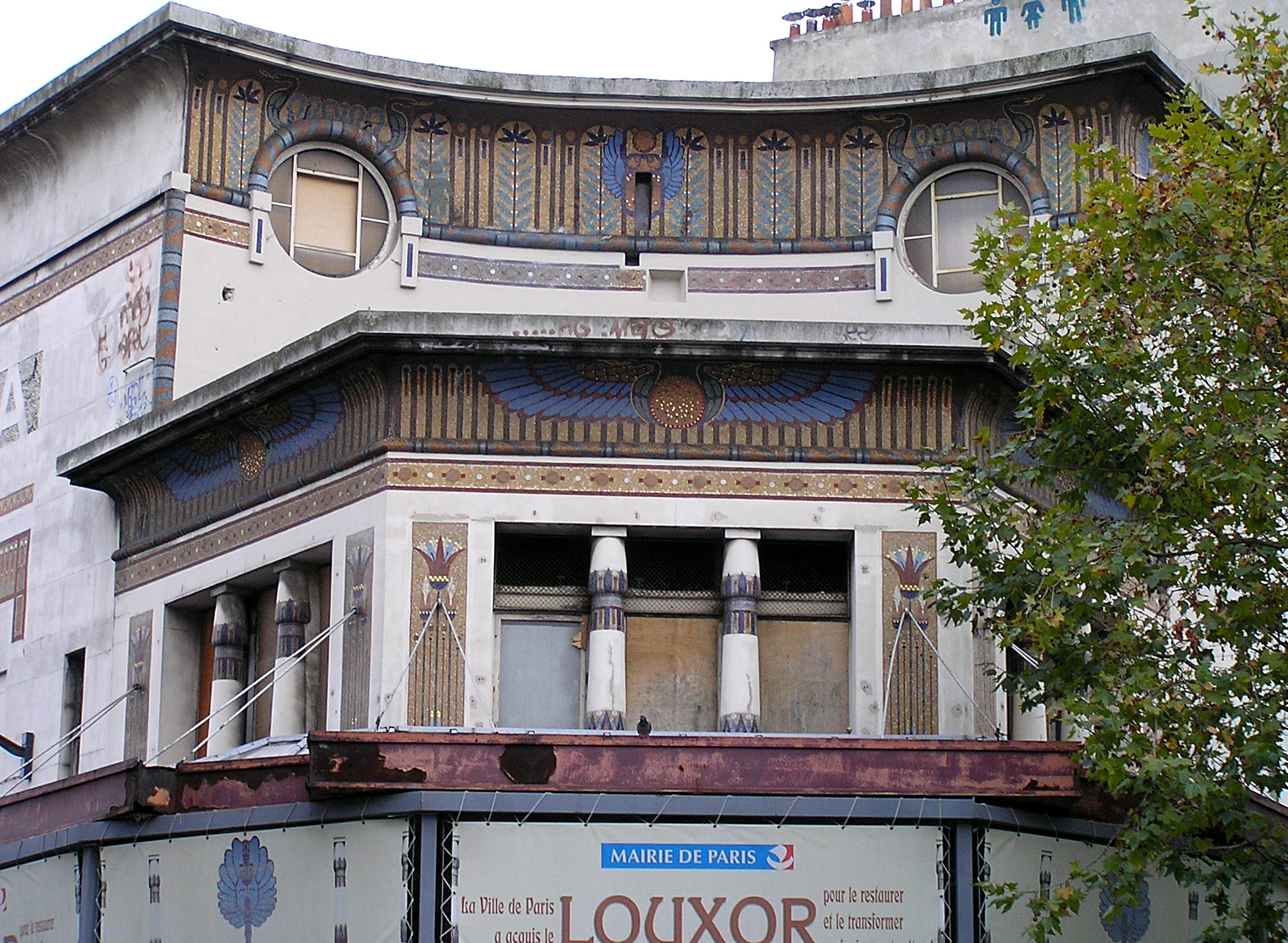
Cinéma Louxor-Pathé, à Paris (1921).
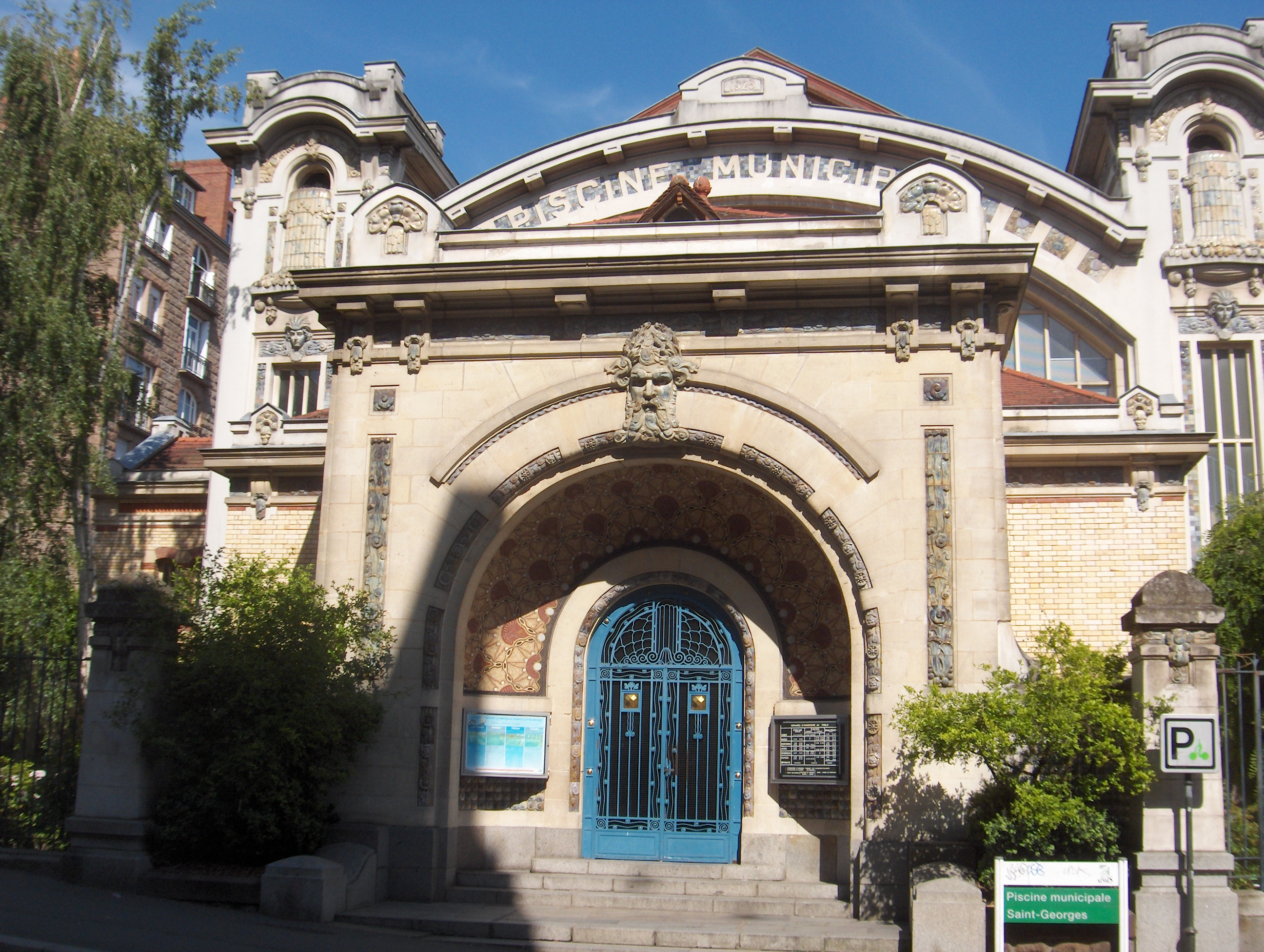
Extérieurs de la piscine municipale Saint-Georges, à Rennes (1925).
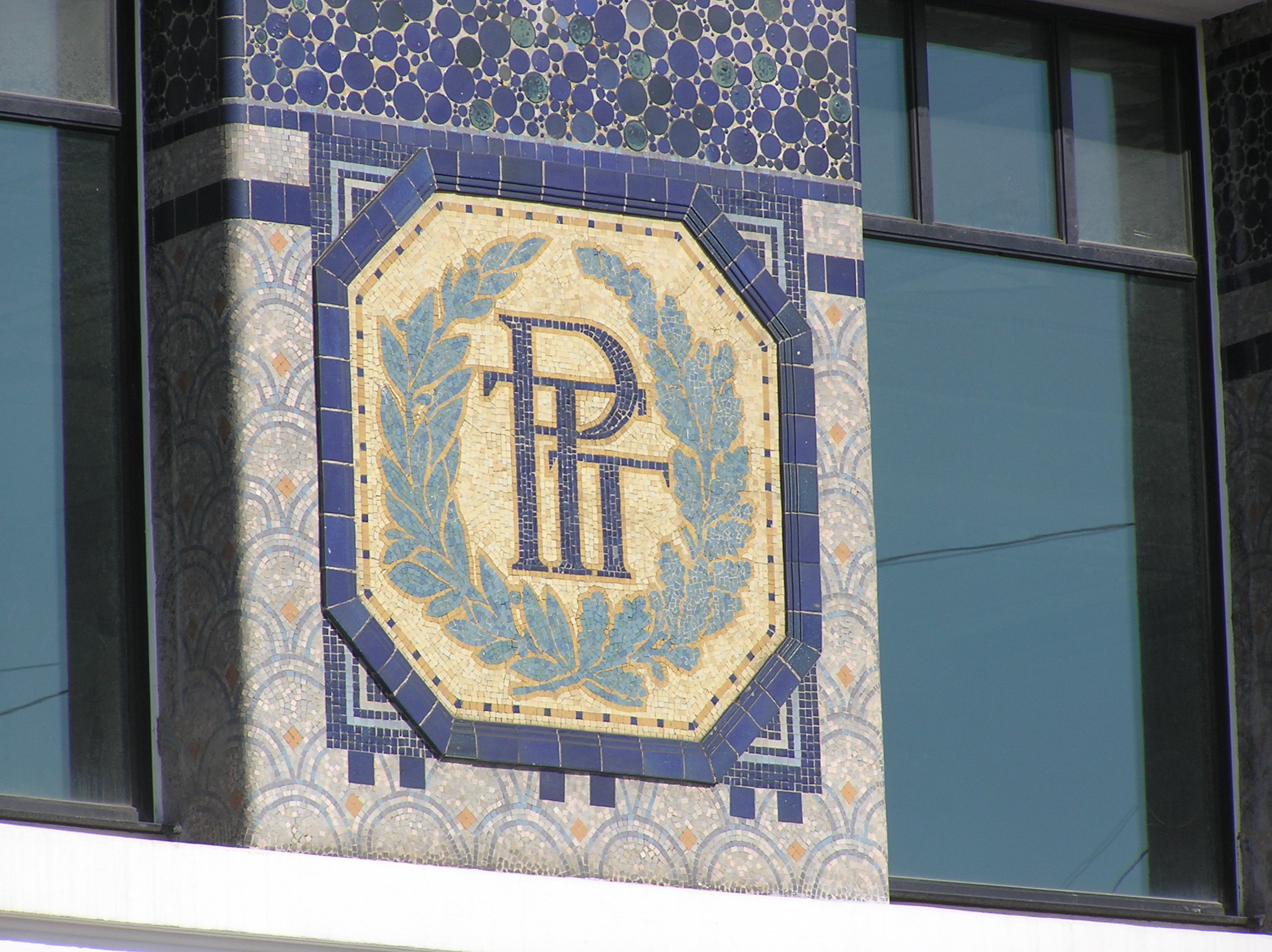
Détail des mosaïques du centre de tri postal Saint-Jean, à Bordeaux, (1929).
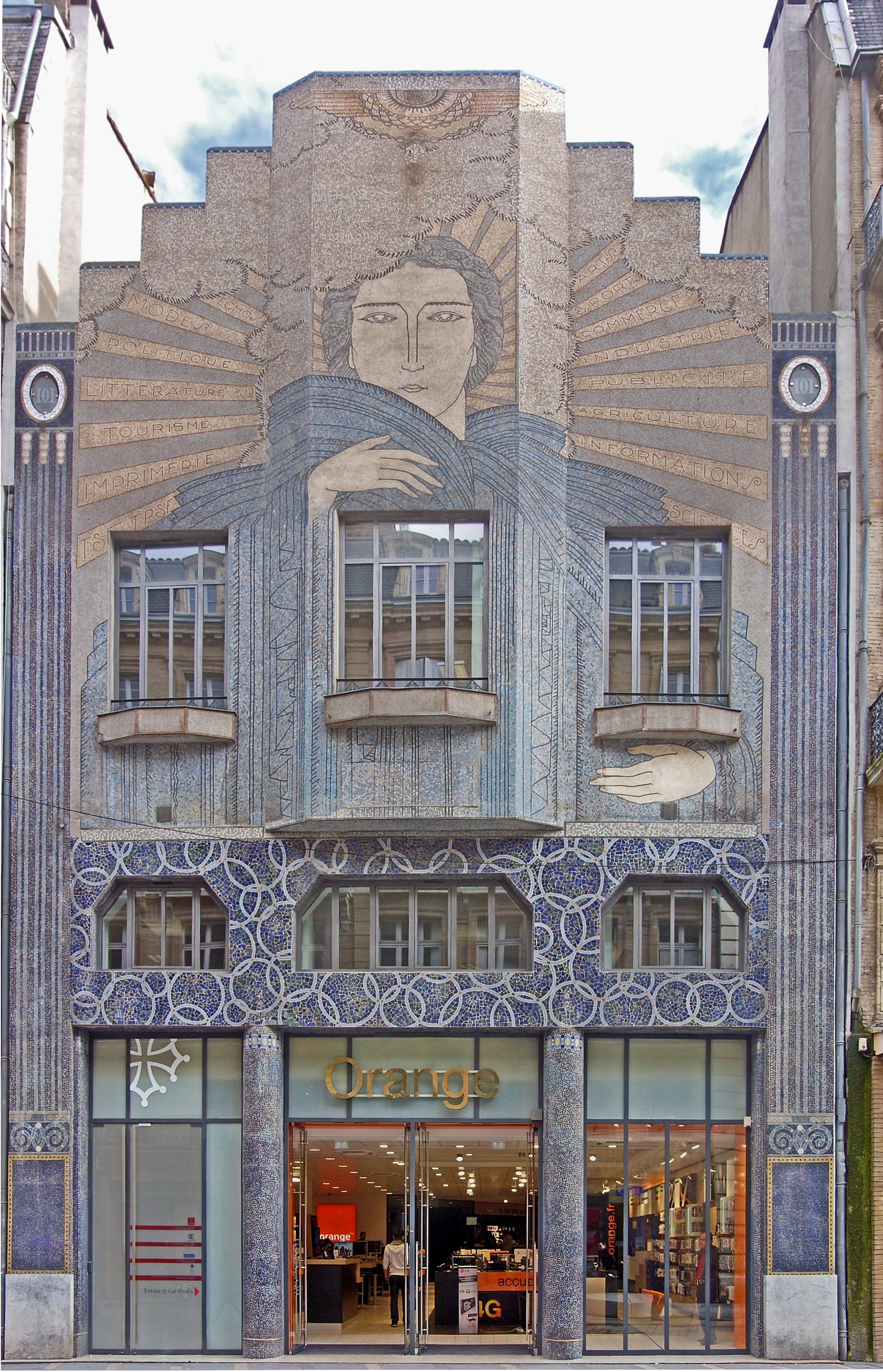
L'ancien siège du journal La Dépêche, rue Alsace-Lorraine à Toulouse, (1932).